# Sigala Gala (Huta Raja Tinggi)
Sigala Gala is een bestuurslaag in het regentschap Padang Lawas van de provincie Noord-Sumatra, Indonesië. Sigala Gala telt 563 inwoners (volkstelling 2010).